# 冰水主機

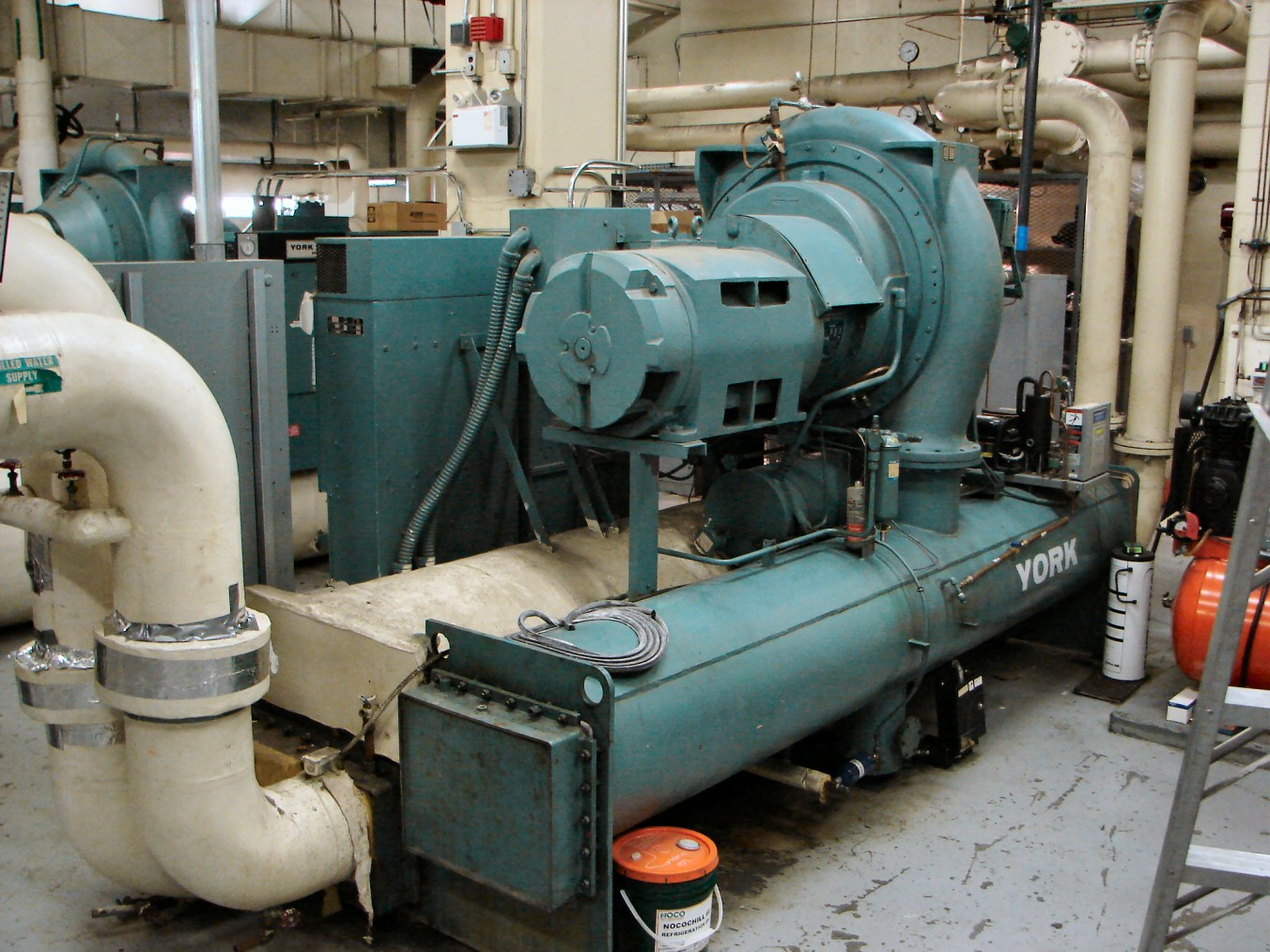
York International的液冷冰水主機

冰水主機（chiller）是利用蒸氣壓縮製冷、吸附式制冷或吸收式制冷循環，將液態冷却剂中的熱能移出的機器。液態冷却剂之後可以流到换热器來冷卻設備或是其他製程用到的物質（例如空氣或是處理水）。冷凍會產生废热，這是一定會有的副產物，廢熱需排到外界，或是用在加熱過程，以提昇效率。蒸氣壓縮冰水主機可能會用許多不同種類的壓縮機，現今最常見的是全閉渦卷式壓縮機、半閉式螺旋壓縮機，以及離心式壓縮機。冷水主機的冷凝端可以是空氣或是冷卻的水。冷水主機即使有水冷，還是會用引風或是強制送風的冷卻塔來冷卻。吸附式制冷和吸收式制冷都需要熱源才能運作。
冰水主機常用在中大型商用、工業用、基礎設施用的冷卻和除濕。水冷冰水主機可以是液冷（透過冷水主機）、空氣冷卻或是蒸發冷卻。水冷或是液冷系統和空氣冷卻比較，在效率以及環境影響上都比較好。

## 外部連結
- Chiller Energy Consumption Calculator (requires Java) （页面存档备份，存于）